# Изаул де Буонделмонти
Изаул де Буонделмонти (грчки: Ησαύ Μπουοντελμόντ; умро 6. фебруара 1411) је био владар Јањине са византијском титулом деспота (Епира). На власт је дошао након свргавања Томе Прељубовића. Ратовао је против деспота Арте, Ђина Спате, због чега склапа савез са Турцима. Наследио га је син Георгије.

## Биографија
Изаул је био син фирентинског племића Манента и Лапе Ациоли, сестре Николе Ациолија, господара Коринта. Као и други чланови његове породице, и Изаул је дошао у Грчку у потрази за територијом којом би управљао. Заробљен је 1379. године у борби против Томе Прељубовића, сина српског кесара Прељуба. Неколико година је провео у заробљеништву. Када је Тома збачен са власти (1385), наследио га је Изаул оженивши се његовом удовицом, Маријом Палеолог. Изаул је вратио на бискупску столицу Матеју од Јањине. Нови владар спроводио је пацифистичку политику настојећи да склопи мир са албанским суседима и Византијским царством. Византијско посланство је 1386. године стигло у Јањину и Изаулу доделило деспотско достојанство. Иако је Изаул био потпуно независан од Цариграда, ова титула је ојачала и легитимисала његов положај.
Изаулу је, међутим, било тешко да се измири са суседним албанским великашима. Ђин Буа Спата, деспот Арте, је 1385. године напредовао ка Јањини, али је Изаул припремио јаку одбрану те се албански великаш повукао. Изаул је био приморан да тражи помоћ Турака Османлија против Албанаца, као што је претходно то исто радио и Тома Прељубовић. Он одлази на двор Мурата 1386. године. Савез са Турцима довео је до трогодишњег прекида рата са Албанцима, али се сукоб распламсао након погибије Мурата у Косовском боју (1389). Јањина је поново угрожена те Изаул тражи помоћ од Бајазита. Турски командант Гази Евренос лако је и брзо поразио Албанце. Мир је трајао четири године. Прекинут је само сукобом са Млетачком републиком око једне спорне луке. Смрт Марије (децембар 1394) поново доводи до сукоба са Спатом који је решен дипломатским путем. Јануара 1396. Изаул се оженио Спатином ћерком Иреном како би учврстио савез. Како му више није била потребна помоћ Турака, Изаул се сукобио са њима и нанео им пораз.
Изаул је 1399. године поражен од Албанаца предвођених Ђином Зеневишијем. У бици је заробљен, а већи део његове државе окупирао је Зеневиши. Суседни магнати приморали су Зеневишија да ослободи Изаула који се 1400. године вратио у Јањину. Остатак владавине провео је у миру. Умро је 6. фебруара 1411. године. Наследио га је син Ђорђе који се на престолу успео одржати свега 20 дана.

## Породица
Изаул није имао деце са Маријом Палеолог и са Иреном Спатом. Са својом трећом женом, Јевдокијом, ћерком Ђурђа I Балшића, имао је троје деце укључујући и:
- Георгија де Боонделмонтија, који га је наследио као владар Јањине.